# Кайк
Кайк (вірм. Կայք) — село в марзі Арагацотн, на північному заході Вірменії. Село розташоване на правому березі річки Касах, за 2 км на південний схід від міста Апарана та 3 км на північний захід від села Варденіс.
За деякими даними, у селі, яке тоді називалося Мулкі, 1929 року народився шахіст Тигран Петросян.